# Ниобе (бронепалубен крайцер, 1899)
Ниобе (на немски: SMS Niobe) е германски бронепалубен крайцер от времето на Първата световна война, кораб от серията крайцери тип „Газеле“. В югославския флот носи името „Далмация“ (Dalmacija), в италианския – „Катаро“ (Cattaro).

## История на създаването
В рамките на корабостроителната програма от 1895 – 1896 г. крайцерът е заложен на 30 август 1898 на стапелите на „Везер“ в Бремен. Това е вторият кораб от серията на типа „Газеле“ – първите леки крайцери на германския кайзеров флот. Спуснат на вода на 18 юли 1899 г., зачислен в състава на флота на 25 юни 1900 г., но след изпитанията заради технически проблеми е изведен в резерва. След отстраняването на недостатъците е върнат в редовете на Кайзерлихе Марине на 11 април 1901 г.

## История на службата

### 1901 – 1939
„Ниобе“, като съпровождащ кораб на яхтата на кайзера „Хоенцолерн“, участва в походи, изпълнявайки представителни функции. Влиза в състава на разузнавателните сили на флота, а след това е зачислен към 1-ва флотилия миноносци, базирана във Вилхелмсхафен. В Циндао „продължава дипломатическата служба“, правейки походи в Далечния изток и в Тихия океан. При завръщането си вкъщи на 31 март 1909 г. е изключен от състава на флота и преведен в резерв.
По различно време негови командири са Райнхард Шеер, бъдещ командващ на Флота на откритото море, граф Феликс фон Люкнер, впоследствие командир на знаменития ветроходен рейдер „Зееадлер“.
С началото на Първата световна война „Ниобе“ е мобилизиран и служи като кораб на бреговата отбрана. В 1915 г. е предаден на Морската инспекция, а през 1916 г. остарелият крайцер е разоръжен. До края на войната е плаваща казарма във Вилхелмсхафен, известно време на него е базиран щабът на адмирал Франц фон Хипер.
Като един от най-старите бойни кораби, след края на войната, според условията на Версайския мирен договор, е оставен в германския флот (в резерв без въоръжение). По искане на съюзниците Германия има право да започне замяната на старите кораби с нови след като те навършат 20 години служба. За замяна на „Ниобе“, през 1921 г., започва строителството на първия следвоенен кораб на Райхсмарине – лекия крайцер „Емден“.
На 24 юни 1925 г. „Ниобе“ е изключен от състава на флота и продаден на Югославското кралство. След ремонт в корабостроителницата на „Дойче Верфт“ в Кил е предаден без оръжия на новите собственици. На 3 септември 1926 година пристига в Адриатика и попълва редиците на Югославския кралски флот като учебен кораб под ново име – „Далмация“. Две години след това на него е поставено въоръжение: чешки оръдия калибър 83,5 mm, 47-mm зенитни оръдия и картечници.

### Втора световна война
По време на окупацията на Югославия от немските войски, през пролетта на 1941 г., корабът участва в бойни действия, отразявайки атаките на авиацията. Пленен от немците, той е предаден на Италия. В италианския флот крайцерът получава името „Катаро“, като канонерска лодка. В хода на следваща модернизация е сменено зенитното въоръжение. Използван е като учебен кораб, а също и при съпровождане на конвои и в операция срещу партизаните.
При излизането на Италия от войната през 1943 г. отново е пленен от немците и със смесен германско-хърватски екипаж продължава службата си вече в Кригсмарине. Като ескортен кораб съпровожда конвои в Адриатика, след това участва в операция „Хербстгевитер“ – бойни действия против югославските партизани на островите под техен контрол.
На 17 декември по време на десант на остров Корчула той тръгва от Пула. На 19 декември 1943 г. в условия на лоша видимост крайцерът засяда на плитчина северозападно от Задар до остров Силба (44°21′ с. ш. 14°42′ и. д. / 44.35° с. ш. 14.7° и. д.). Опитите да се свали бързо са неуспешни и на 22 декември, при атака на британските торпедни катери МТВ-298 и МТВ-276, корабът е торпилиран, при което загиват 17 души от екипажа. Полуразрушеният кораб е пленен от партизаните.
Останките на крайцера 1947 – 1952 г. са разкомплектовани за скрап от югославската фирма „Бродоспас“.

## Коментари
1. ↑  Префиксът „SMS“ е от на немски: Seiner Majestat Schiff (Кораб на Негово Величество).